# رقصنده (فیلم ۲۰۰۵)
رقصنده (انگلیسی: Dancer) یک فیلم است که در سال ۲۰۰۵ منتشر شد.